# Maria Borrély
Maria Borrély, de son nom de jeune fille Maria Brunel, est une romancière française née à Marseille le 16 octobre 1890 et morte à Digne-les-Bains le 22 février 1963.
Comme Jean Giono et Jean Proal, elle a pris la Haute-Provence comme cadre de son œuvre même si, à la différence de ces deux auteurs, elle n'en était pas originaire.

## Biographie
Fille d'un gardien de la paix qui avait été sous-officier dans l'infanterie coloniale au bagne de Cayenne, elle fait ses études secondaires à Aix-en-Provence comme pensionnaire. À sa sortie de l’École normale d'institutrices de Digne en 1909, elle occupe son premier poste en Haute Ubaye en pays montagnard. 
Elle y rencontre Ernest Borrély (1888-1961), qu'elle épouse en 1910. Ernest Borrely, qui était également instituteur, devint ensuite inspecteur de l'enseignement technique. Militant au Syndicat national des Instituteurs, membre de la Commission départementale des instituteurs, Ernest Borrely était également militant au parti socialiste SFIO et fut un membre actif de la résistance. Il fut président du Conseil général des Basses-Alpes après 1945. Il était chevalier de la Légion d'honneur. (notice au Dictionnaire Maitron du Mouvement ouvrier).
Les horreurs de la Grande Guerre dont son mari, mobilisé en 1914, revient gravement blessé en 1917, affirment ses positions pacifistes.
Le couple est muté à Seyne puis à Puimoisson en 1919. Maria s’engage dans le militantisme syndicaliste, et occupe le poste de secrétaire du syndicat des instituteurs et institutrices des Basses-Alpes. Le couple reçoit de nombreux amis intellectuels dont les opinions pacifistes et internationalistes prolétariennes sont proches des leurs, comme les peintres Joseph Bœuf et Jacques Thévenet, Gabriel Péri, Édouard Peisson et surtout Jean Giono.
Comme son mari, elle adhère au Parti communiste dès le congrès de Tours, avant de s'en retirer en même temps que lui en 1928[réf. nécessaire]. Sa carrière de militante syndicaliste est par contre plus longue. Elle occupe d'ailleurs le poste de secrétaire de la Fédération des membres de l'enseignement laïc (FMEL), de tendance anarcho-syndicaliste.
En 1928, Maria Borrély publie à compte d'auteur Aube, un essai sur le végétarisme. La même année, elle écrit son premier roman, Sous le vent qu'elle envoie, sur les conseils de Giono, à André Gide. Celui-ci enthousiasmé le fait publier chez Gallimard en 1930. Puis c’est Le dernier feu en 1931, préfacé par Jean Giono, et Les Reculas en 1932.
En 1933, les Borrély s'installent à Digne où Ernest a été nommé. Tandis que son mari se consacre au journalisme militant, Maria est de plus en plus désillusionnée par le mouvement communiste et syndical dominé par le stalinisme. Le couple ne tarde pas à se séparer. Très affectée, elle demande sa mise à la retraite proportionnelle et rompt toute relation avec son éditeur. Elle continue d'écrire, mais il s'agit désormais d’œuvres d'inspiration mystique qu'elle refuse de faire publier.
Pendant l'Occupation, Maria Borrély sort de sa retraite pour s'engager dans la Résistance. Elle accueille à son domicile les réunions du comité départemental de Libération et organise avec son fils Pierre l'évasion de son mari arrêté par la Gestapo. À la Libération, Ernest Borrély devient président du Conseil général des Basses-Alpes, poste qu'il occupe jusqu'à sa mort en 1959.
Après la Libération, elle retourne à ses préoccupations spirituelles et se lie avec Alexandra David-Néel retirée à Digne en 1946.
Les mains vides, un court roman écrit par Maria Borrély en 1932 et qui raconte l'errance de chômeurs « gavots » au cœur de l'hiver marseillais, paraît plus de vingt ans après sa mort.
Un collège de Digne ainsi que l'école primaire de Puimoisson portent  aujourd'hui son nom.

## Œuvres
- Sous le vent, NRF Gallimard, 1930. Réédition : Editions Parole, Collection Main de femme, 2006  (ISBN 978-2-917141-15-1).
- Le dernier feu, NRF Gallimard, 1931 (préface de Jean Giono). Réédition : Éditions La Part Commune, 2003  (ISBN 978-2-84418-038-4).
- Les Reculas, NRF Gallimard, 1932. Réédition : Editions Parole, Collection Main de femme

## Œuvre posthume
- Les mains vides, publié par Pierre Borrély, Éditions Bernard Vial, 1989 (Château-Arnoux). Réédition : Éditions La Part Commune, 2003  (ISBN 978-2-84418-037-7). Rééd. Editions Parole, 2017, Collection Main de femme  (ISBN 9782375860090)

- La tempête apaisée, 2017, Editions Parole, Collection Main de femme  (ISBN 9782375860120)
- L'homme semence : d'après une enquête du journaliste Vincent Quivy, de Slate[3], ce récit présenté comme l'autobiographie de Violette Ailhaud serait un pur roman écrit par Maria Borrély[4].
- Avec le roman L'enfant don (aux éditions Passiflore, mai 2023), Jean Darot révèle également la paternité de son premier roman L'homme semence, écrit il y a 18 ans (en 2006) sous le pseudo de Violette Ailhaud. Ce roman n'est donc pas de Maria Borrély comme beaucoup ont pu le croire[5].